# Alan Hume
Pour les articles homonymes, voir Hume.
Alan Hume est un directeur de la photographie anglais, de son nom complet George Alan Hume, né le 16 octobre 1924 à Londres, mort le 13 juillet 2010 à Chalfon St Giles (Buckinghamshire, Angleterre du Sud-Est).
Membre de la BSC, il en est le président de 1969 à 1971.

## Biographie
Au cinéma, Alan Hume débute en 1942 comme deuxième assistant opérateur, devient l'année suivante (1943) premier assistant opérateur, puis est cadreur à partir de 1953. Enfin, il exerce comme chef opérateur entre 1960 et 1992, sur des films britanniques majoritairement, auxquels s'ajoutent des films américains ou des coproductions.
Il est notamment directeur de la photographie aux côtés des réalisateurs Kevin Connor (ex. : Le Sixième Continent en 1975, avec Doug McClure et John McEnery), Charles Crichton (Un poisson nommé Wanda en 1988, avec John Cleese, Jamie Lee Curtis, Kevin Kline et Michael Palin), John Glen (trois films de la série des James Bond dans les années 1980, avec Roger Moore dans le rôle de l'agent 007), John Hough (ex. : La Maison des damnés en 1973, avec Pamela Franklin et Roddy McDowall), Richard Marquand (ex. : L'épisode VI — titre court : Le Retour du Jedi — de la saga Star Wars de George Lucas, sorti en 1983), ou encore Don Sharp (ex. : Le Baiser du vampire en 1963), entre autres.
À la télévision, entre 1965 et 1998 (année où il se retire), Alan Hume est chef opérateur sur douze séries (dont de nombreux épisodes de la première série Chapeau melon et bottes de cuir, de 1965 à 1969) et dix téléfilms (ex. : Jack l'éventreur en 1988, avec Michael Caine et Armand Assante).

## Filmographie partielle

### Au cinéma
(films britanniques, sauf mention contraire ou complémentaire)

#### Deuxième assistant opérateur
- 1942 : Spitfire (The First of the Few) de Leslie Howard
- 1942 : Ceux qui servent en mer (In Which we serve) de Noël Coward et David Lean
- 1942 : Le Rocher du tonnerre (Thunder Rock) de Roy Boulting

#### Premier assistant opérateur
- 1943 : Yellow Canary (en) d'Herbert Wilcox
- 1944 : They Came to a City de Basil Dearden
- 1946 : Les Grandes Espérances (Great Expectations) de David Lean (seconde équipe)
- 1948 : Oliver Twist de David Lean
- 1950 : Madeleine de David Lean
- 1951 : Hôtel Sahara de Ken Annakin
- 1952 : Robin des Bois et ses joyeux compagnons (The Story of Robin Hood and His Merrie Men) de Ken Annakin

#### Cadreur
- 1953 : Trois Adam au paradis (Our Girl Friday) de Noel Langley
- 1954 : Le Démon de la danse (Dance Little Lady) de Val Guest
- 1954 : Svengali (en) de Noel Langley
- 1955 : Portrait of Alison (en) de Guy Green
- 1955 : Vivre un grand amour (The End of the Affair) d'Edward Dmytryk
- 1955 : Geordie (en) de Frank Launder
- 1956 : The Secret Tent (en) de Don Chaffey
- 1956 : Une bombe pas comme les autres (The Green Man) de Robert Day et Basil Dearden
- 1956 : Qui perd gagne (Loser takes All) de Ken Annakin
- 1956 : Trois Hommes dans un bateau (Three Men in a Boat) de Ken Annakin
- 1957 : La Vérité sur les femmes (The Truth About Women) de Muriel Box
- 1959 : This Other Eden de Muriel Box
- 1960 : L'Enlèvement de David Balfour (Kidnapped) de Robert Stevenson (film américain)
- 1960 : Tarzan le magnifique (Tarzan the Magnificent) de Robert Day

#### Directeur de la photographie
- 1963 : Le Baiser du vampire (The Kiss of the Vampire) de Don Sharp
- 1964 : Arrête ton char Cléo (Carry on Cleo) de Gerald Thomas
- 1964 : This is my Street (en) de Sidney Hayers
- 1965 : Three Hats for Lisa (en) de Sidney Hayers
- 1965 : Le Train des épouvantes (Dr. Terror's House of Horrors) de Freddie Francis
- 1966 : Minibombe et Minijupes de Sidney Hayers
- 1967 : The Violent Enemy de Don Sharp
- 1967 : Don't Lose Your Head de Gerald Thomas
- 1968 : The Bofors Gun de Jack Gold
- 1969 : Le Capitaine Nemo et la Ville sous-marine (Captain Nemo and the Underwater City) de James Hill
- 1970 : La Dernière Grenade (The Last Grenade) de Gordon Flemyng
- 1970 : L'Arnaqueuse (Perfect Friday) de Peter Hall
- 1971 : The Firechasers (en) de Sidney Hayers
- 1971 : Zeppelin d'Étienne Périer
- 1973 : Frissons d'outre-tombe (From Beyond the Grave) de Kevin Connor
- 1973 : Les Huit Visions (Visions of Eight), documentaire sportif, segment Les Sprinteurs (The Fastest) de Kon Ichikawa
- 1973 : La Maison des damnés (The Legend of Hell House) de John Hough
- 1975 : Le Sixième Continent (The Land that Time forgot) de Kevin Connor (film américano-britannique)
- 1976 : Centre terre, septième continent (At the Earth's Core) de Kevin Connor (film américano-britannique)
- 1977 : Wombling Free (en) de Lionel Jeffries
- 1977 : Les Voyages de Gulliver (en) (Gulliver's Travels) de Peter Hunt (film britanno-belge)
- 1977 : Checkered Flag or Crash d'Alan Gibson (film américain)
- 1977 : Le Continent oublié (The People that Time forgot) de Kevin Connor
- 1977 : De la neige sur les tulipes (The Amsterdam Kill) de Robert Clouse (film américano-hongkongais)
- 1978 : Les Sept Cités d'Atlantis (Warlords of Atlantis) de Kevin Connor
- 1978 : Psychose phase 3 (The Legacy) de Richard Marquand
- 1979 : Le Trésor de la montagne sacrée (Arabian Adventure) de Kevin Connor
- 1979 : Le Secret de la banquise (Bear Island) de Don Sharp (film britanno-canadien)
- 1979 : Birth of the Beatles (en) de Richard Marquand
- 1980 : Les Yeux de la forêt (The Watcher in the Woods) de John Hough (film américano-britannique)
- 1981 : Rien que pour vos yeux (For your Eyes only) de John Glen
- 1981 : L'Homme des cavernes (Caveman) de Carl Gottlieb (film américain)
- 1981 : L'Arme à l'œil (Eye of the Needle) de Richard Marquand
- 1983 : Star Wars, épisode VI : Le Retour du Jedi (Star Wars, Episode VI : Return of the Jedi) de Richard Marquand (film américain)
- 1983 : Octopussy de John Glen
- 1984 : Supergirl de Jeannot Szwarc
- 1985 : Runaway Train d'Andreï Kontchalovski (film américain)
- 1985 : Dangereusement vôtre (A View to a Kill) de John Glen (film américano-britannique)
- 1985 : Lifeforce - L'Étoile du mal (Lifeforce) de Tobe Hooper
- 1987 : Hearts of Fire (en) de Richard Marquand (film américain)
- 1988 : Un poisson nommé Wanda (A Fish called Wanda) de Charles Crichton (film américano-britannique)
- 1988 : Élémentaire, mon cher... Lock Holmes (Without a Clue) de Thom Eberhardt
- 1989 : Shirley Valentine de Lewis Gilbert (film américano-britannique)
- 1991 : Un amour de prof (Stepping Out) de Lewis Gilbert (film américain)

### Télévision
(comme directeur de la photographie)

#### Séries télévisées
- 1965-1969 : Première série Chapeau melon et bottes de cuir (The Avengers) :
  - Saison 4, épisode 5 Les Cybernautes (The Cybernauts, 1965) de Sidney Hayers, épisode 6 Les Fossoyeurs (The Gravediggers, 1965), épisode 8 Avec vue imprenable (Room without a View, 1966) de Roy Ward Baker, épisode 9 Dans sept jours, le déluge (A Surfeit of H²O, 1965) de Sidney Hayers, épisode 10 Un Steed de trop (Two's a Crowd, 1965) de Roy Ward Baker, épisode 11 La Mangeuse d'hommes du Surrey (Man-Eater of Surrey Green, 1965) de Sidney Hayers, épisode 19 La Danse macabre (Quick-Quick Slow Death, 1966) de James Hill, épisode 20 Les Chevaliers de la mort (The Danger Makers, 1966) de Charles Crichton, épisode 21 Le Club de l'enfer (A Touch of Brimstone, 1966) de James Hill, et épisode 22 Les espions font le service (What the Butler saw, 1966)
  - Saison 5, épisode 6 Le Vengeur volant (The Winged Avenger, 1967) de Gordon Flemyng et Peter Duffell, épisode 7 Le mort vivant (The Living Dead, 1967), épisode 9 Meurtres distingués (The Correct Way to kill, 1967) de Charles Crichton, épisode 11 Caméra meurtre (Epic, 1967) de James Hill, épisode 13 Une petite gare désaffectée (A Funny Thing happened on the Way to the Station, 1967), épisode 15 Le Joker (The Joker, 1967) de Sidney Hayers, épisode 21 Meurtres à épisodes (You have just been murdered, 1967) et épisode 23 Le Village de la mort (Murdersville, 1967)
  - Saison 6, épisode 1 Jeux (Game, 1968) de Robert Fuest, épisode 2 Le Document disparu (The Suger Secret Cypher Snatch, 1968) de John Hough, épisode 3 À vos souhaits (You'll catch your Death, 1968), épisode 5 George et Fred (Whoever shot Poor George oblique stoke XR40 ?, 1968), épisode 6 Faux témoins (False Witness, 1968) de Charles Crichton, épisode 7 Miroirs (All Done with Mirrors, 1968) de Ray Austin, épisode 14 Du bois vermoulu (The Rotters, 1969) de Robert Fuest, et épisode 19 Étrange Hôtel (Wish you were here, 1969) de Don Chaffey
- 1993-1994 : Agence Acapulco (Acapulco H.E.A.T.), Saisons 1 et 2, 22 épisodes
- 1996 : Les Contes de la crypte (Tales from the Crypt), Saison 7, épisode 2 Dernières Estimes (Last Respects) de Freddie Francis et épisode 7 Kidnapper (The Kidnapper)

#### Téléfilms
- 1969 : Mister Jerico de Sidney Hayers
- 1982 : The Adventures of Little Lord Fauntleroy de Desmond Davis
- 1985 : John and Yoko: A Love Story (en) de Sandor Stern
- 1987 : Barbara Hutton, destin d'une milliardaire (en) (Poor Little Rich Girl: The Barbara Hutton Story) de Charles Jarrott
- 1988 : Jack l'éventreur (Jack the Ripper) de David Wickes
- 1994 : The Return of the Native de Jack Gold
- 1995 : Les Nouvelles Aventures d'Annie (Annie: A Royal Adventure!) de Ian Toynton (en)
- 1997 : Vingt Mille Lieues sous les mers (en) (20,000 Leagues under the Sea) de Michael Anderson